# Иван Асен IV
Цар Иван Асен IV (обявен за „цар“ от баща си, който е бил "велик цар", двете звания могат да се прочетат на снимката) е третият син на цар Иван Александър от първия му брак с дъщерята на влашкият войвода Иванко Бесараб - Теодора Басараб.
За него се знае, че през „осемнадесетата година от царуването на цар Александър“ – т.е 1349 г., е посрещнал с подчинените му войски нахлулите в пределите на България 20 000 турски конници под водачеството на Сюлейман – по-голям брат на Мурад I. Жестоката битка между българската и османската войска е станала около София. Според безименния български летопис в боя
| „ | ...Турците убиха Асена и погинаха голямо число българи" | “ |

Според турски летописи в това сражение „загинали много еничари“. Битката е била жестока и двете страни са дали много жертви. В нея е загинал със смъртта на храбрите и цар Иван Асен IV. Въпреки големите загуби българите са успели да отблъснат нашествениците, защото следващата атака е записана чак през 1355 г. – т.е шест години по-късно.
Царят е бил женен за принцеса от влашкото семейство Илеана Басараба, братовчедка на майка му Теодора Басараб и е имал един син Иоанко Асен и една дъщери, за които миналото пази мълчание. Двете деца след като умира  цар Иван Асен IV, заедно с маика си отиват във Бъдин (Видин) под покровителството на Йоан Страцимир. 